# Drymonia ilicis
Drymonia ilicis är en fjärilsart som beskrevs av Fabricius 1893. Drymonia ilicis ingår i släktet Drymonia och familjen tandspinnare. Inga underarter finns listade i Catalogue of Life.